# Edmond Tschaggeny

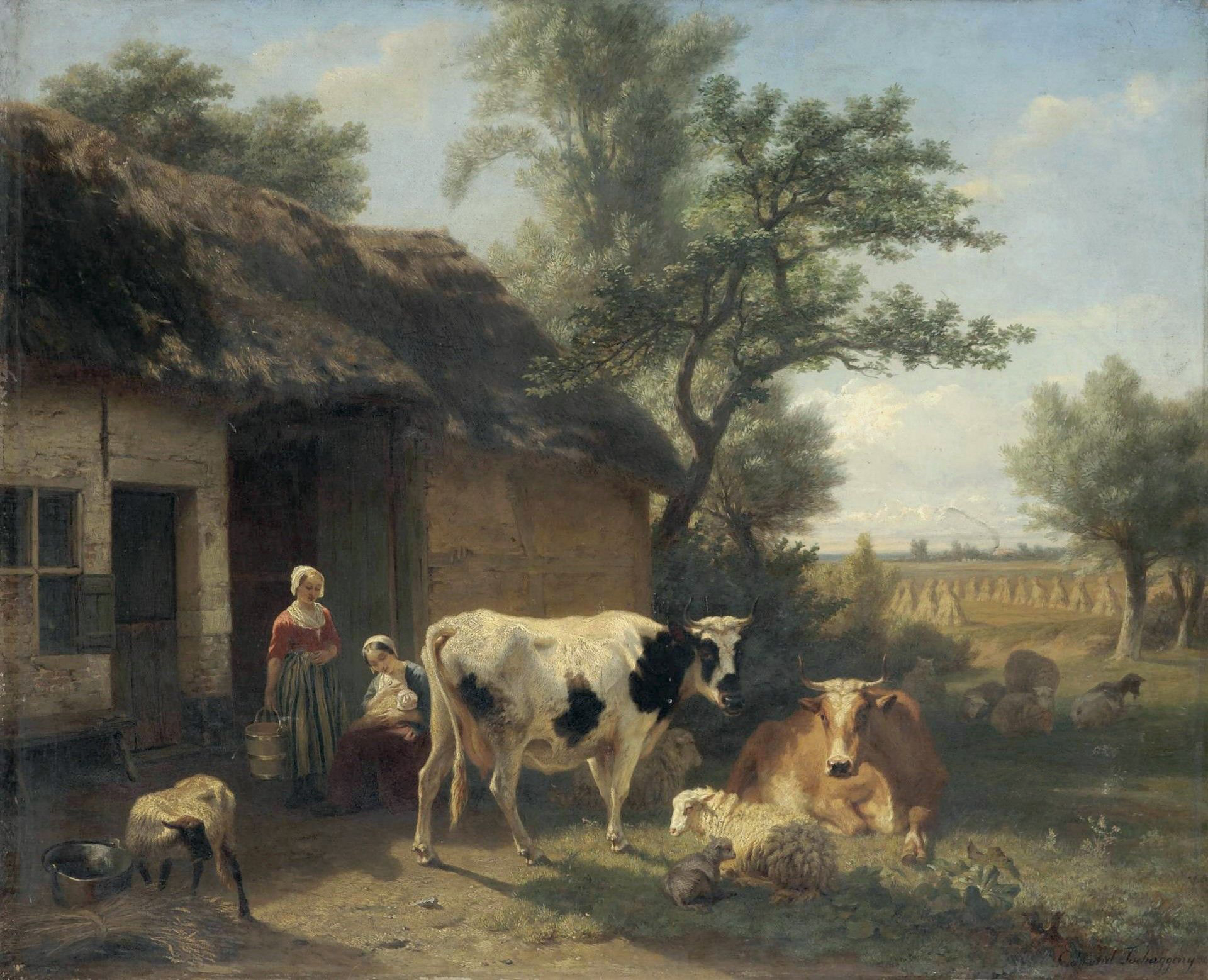
Bauernhof

Edmond Jean-Baptiste Tschaggeny (* 27. Februar 1818 in Brüssel; † 5. September 1873 in Brüssel) war ein belgischer Tiermaler. Sein älterer Bruder Charles-Philogène Tschaggeny (1815–1894) wurde ebenfalls Tiermaler.
Tschaggeny studierte zuerst privat gemeinsam mit seinem Bruder von 1834 bis 1835 bei Eugène Joseph Verboeckhoven, danach von 1837 bis 1838 an der Académie royale des Beaux-Arts de Bruxelles.
Er malte Szenen mit Rindern und Pferden im Stil von Verboeckhoven. Die jungen Hirten oder Hirtinnen, die die Tiere begleiten, verliehen seinen Werken eine sentimentale Note. Er ist auch bekannt für Porträts von reinrassigen Pferden und Bullen, die einen Preis gewonnen haben.
Er war ab 1846 in Campine tätig und einer der Pioniere der Campine-Malschule. Er war Gründungsmitglied der Société royale belge des aquarellistes.
1854 wurde er mit dem Ritterkreuz des Leopoldsordens ausgezeichnet.
Gegen Ende seines Lebens verbrachte er die Wintermonate in Algerien und malte nordafrikanische Motive. Er illustrierte anatomische Bücher, die der Tiermedizin gewidmet waren.